# Vratišinec
Vratišinec – wieś w Chorwacji, w żupanii medzimurskiej, w gminie Vratišinec. W 2011 roku liczyła 1392 mieszkańców.